# Tom Walls
Tom Walls (* 18. Februar 1883 in Kingsthorpe, Vereinigtes Königreich; † 27. November 1949 in Edwell) war ein britischer Schauspieler (Komiker), Regisseur und Produzent bei Bühne und Film.

## Leben
Walls besuchte die Northampton County School und verdiente sie in den ersten fünf Jahren des 20. Jahrhunderts seinen Lebensunterhalt u. a. als Polizist, Straßenmusikant und Jockey. 1905 begann er seine Bühnenlaufbahn in Glasgow. 1906/07 begab sich Walls auf Theatertournee durch die USA und Kanada. 1907 gab er sein Londoner Debüt in der Music-Hall The Empire, im Anschluss daran ging er mit dem Empire-Ensemble auf Musical-Tournee (1908–10). Eine weitere Tournee brachte ihn 1910/11 bis nach Australien. Ab 1912 sah man Walls die kommenden zehn Jahre an den Londoner Spielstätten Daly’s, Adelphi, erneut The Empire, Gaiety und Hippodrome. 1922 wechselte der als Bühnenkomiker zu einigem Erfolg gelangten Briten zum Management des Shaftesbury Theatre. Seit Mitte der 20er Jahre teilte er seine künstlerischen Aktivitäten zwischen Schauspiel und Produktion auf. Man sah ihn in Boulevardkomödien und Farcen wie ‘A Cuckoo in the Nest’ (1925), ‘Rookery Nook’ (1926), ‘Thark’ (1927), ‘Plunder’ (1928), ‘A Cup of Kindness’ (1929), ‘Marry the Girl’ (1930), ‘A Night Like This’ (1930) und ‘Turkey Time’ (1931). Seit 1927 arbeitete er auch als Manager des Londoner Fortune Theatres und brachte in dieser Funktion Stücke wie ‘On Approval’ (1927), ‘Mischief’ (1928), ‘The Last Enemy’ (1929) und ‘Cape Forlorn’ (1930) zur Aufführung. 
Mit Anbruch des Tonfilmzeitalters in Großbritannien begann das Kino Bedeutung in Walls’ Karriere zu gewinnen. Sein Debüt gab er mit der (unter eigener Mitregie vorgenommenen) Verfilmung seines früheren Bühnenerfolgs ‘Rookery Nook’. Auch vor er Kamera gab er dort den Clive Popkiss. Bis kurz vor Kriegsausbruch drehte Walls Film auf Film, zumeist unter eigener Regie. Dort blieb er humorigen Alltags-Typen in lustspiel- oder boulevardhaften Geschichten treu. Mehrfach sah man ihn weiterhin in Verfilmungen seiner größten Theaterhits („On Approval“, „Plunder“, „Thark“, „A Night Like This“, „A Cuckoo in the Nest“, „A Cup of Kindness“). In vielen dieser von Herbert Wilcox produzierten und von Walls inszenierten Kassenhits spielte er in Versuchung geratende, brave Ehemänner und bankrotte Adelige, Pantoffelhelden und spleenige Käuze, abgebrannte Iren und Gentlemandiebe. Auch in den 1940er Jahren, als er nicht mehr Regie führte, erhielt Walls im Film durchgehend Haupt- oder doch zumindest tragende Nebenrollen. 
Tom Walls hat sich auch einen Namen als Rennstallbesitzer, Pferdezüchter und Rennpferd Trainer gemacht, sein Rennpferd April the Fifth, das er selber trainierte, gewann 1932 das englische Derby.

## Filmografie
als Schauspieler, wenn nicht anders angegeben
- 1929: Rookery Nook (auch Co-Regie)
- 1930: On Approval (auch Regie)
- 1930: Canaries Sometimes Sing (auch Regie)
- 1930: Tons of Money (nur Regie)
- 1930: Plunder (auch Regie)
- 1931: A Night Like This (auch Regie)
- 1932: Thark (auch Regie)
- 1932: Leap Year (auch Regie)
- 1932: The Blarney Stone (auch Regie)
- 1933: Just Smith (auch Regie)
- 1933: A Cuckoo in the Nest (auch Regie)
- 1934: A Cup of Kindness (auch Regie)
- 1934: Lady in Danger (auch Regie)
- 1934: Dirty Work (nur Regie)
- 1935: Fighting Stock (auch Regie)
- 1935: Me and Marlborough
- 1935: Stormy Weather (auch Regie)
- 1935: Foreign Affaires (auch Regie)
- 1936: Pot Luck (auch Regie)
- 1936: Dishonour Bright (auch Regie)
- 1937: For Valour (auch Regie)
- 1937: Second Best Bed (auch Regie)
- 1938: Stranger Boarders
- 1938: Crackerjack
- 1938: Old Iron (auch Regie und Produktion)
- 1942: Undercover
- 1943: Spionagering M (They Met in the Dark)
- 1943: Das Geisterhotel (The Halfway House)
- 1944: Cornwall Rhapsodie (Love Story)
- 1944: Johnny Frenchman
- 1946: This Man is Mine
- 1947: Die Weber von Bankdam (The Master of Bankdam)
- 1947: While I Live
- 1948: Tanz in den Frühling (Spring in Park Lane)
- 1948: Maytime in Mayfair
- 1949: Das Ende einer Reise (Interrupted Journey)